# Гнајс
Гнајс је крупнозрна метаморфна стена са слабо израженом или дисконтинуираном фолијацијом.

## Опис
У традиционалној енглеској и северноамеричкој употреби, гнајс је грубо зрнаста метаморфна стена која показује композиционе траке (гнајсне траке), али слабо развијену шистозност и нејасан расцеп. Другим речима, то је метаморфна стена састављена од минералних зрнаца лако видљивих голим оком, која формирају очигледне композиционе слојеве, али која има само слабу тенденцију ломљења дуж ових слојева. У Европи, овај термин се више примењује на било коју грубу, сиромашну лискуном, висококвалитетну метаморфну стену.
Британски геолошки завод и IUGS користе гнајс као широку текстурну категорију за средње до грубо зрнасте метаморфне стене које показују слабо развијену шкристозност, са композиционим слојевима дебљине преко 5 mm и имају тенденцију да се цепају у плоче дебљине преко 1 cm. Ниједна дефиниција не зависи од састава или порекла, иако је већа вероватноћа да ће стене сиромашне плочастим минералима произвести текстуру гнајса. Гнајсне стене су стога у великој мери рекристализоване, али не носе велике количине лискуна, хлорита или других плочастих минерала. Метаморфна стена која показује јачу шкриљавост класификована је као шкриљац, док се метаморфна стена лишена шкриљца назива гранофелс.
Гнајсови који су метаморфизоване магматске стене или њихови еквиваленти називају се гранитни гнајсови, диоритни гнајсови и тако даље. Гнајсне стене могу такође добити назив по карактеристичној компоненти као што су гранатни гнајс, биотитни гнајс, албитни гнајс и тако даље. Ортогнајс означава гнајс који потиче из магматске стене, а парагнајс је онај из седиментне стене. BGS и IUGS користе гнајсни за описивање стена са текстуром гнајса, иако је гнајсични такође и даље у уобичајеној употреби. На пример, гнајсозни метагранит или гнајсични метагранит означавају гранит који је метаморфизован и тиме стекао гнајсну текстуру.

### Гнајсно раслојавање
Минерали у гнајсу су распоређени у слојеве који се појављују као траке у попречном пресеку. Ово се назива гнајсни појас. Тамније траке имају релативно више мафичких минерала (оних који садрже више магнезијума и гвожђа). Лакше траке садрже релативно више фелзичких минерала (минерале као што су фелдспат или кварц, који садрже више лакших елемената, као што су алуминијум, натријум и калијум).
Трака се развија на високој температури када је стена јаче сабијена у једном правцу него у другим правцима (нехидростатски напон). Траке се развијају окомито на правац највеће компресије, који се такође назива смер скраћивања, пошто се минерали плоче ротирају или рекристалишу у паралелне слојеве.
Уобичајени узрок нехидродинамичког напрезања је подвргавање протолита (оригиналног стенског материјала који пролази кроз метаморфизам) екстремној сили смицања, клизној сили сличној гурању врха шпила карата у једном правцу и дна шпила у другом правцу. Ове силе развлаче стену као пластику, а оригинални материјал се рашири у листове. Према теореми о поларној декомпозицији, деформација изазвана таквом силом смицања је еквивалентна ротацији стене у комбинацији са скраћивањем у једном правцу и продужењем у другом.

### Аугенски гнајс
Аугенски гнајс, од  ,  што значи „очи“, је гнајс који је резултат метаморфизма гранита, који садржи карактеристична елиптичка или лентикуларна повезана зрна (порфирокласти), обично фелдспат, окружена ситнијим материјалом. Финије зрнати материјал се деформише око отпорнијих зрна фелдспата да би произвео ову текстуру.

### Мигматит
Мигматит је гнајс који се састоји од две или више различитих врста стена, од којих једна има изглед обичног гнајса (мезозом), а друга има изглед интрузивне стене као што је пегматит, аплит или гранит (леукозом) . Стена такође може да садржи меланосом мафичне стене комплементаран леукозому. Мигматити се често тумаче као стена која је делимично отопљена, при чему леукозом представља талину богату силицијумом, меланосом као заосталу чврсту стену која је остала након делимичног топљења, а мезозом као оригиналну стену која још није доживела делимично топљење.

## Настанак
Настаје метаморфозом пелита (глином богате ситнозрнасте седиментне стене) или гранита, а критична парагенеза састоји се од кварца, плагиокласа, калијског фелдспата, мусковита и/или биотита. Поред ових, у саставу се могу наћи још неки типоморфни минерали који указују на услове постанка, попут дистена (кианит), хорнбленде, граната, стауролита, силманита, кордијерита, андалузита, итд.
Зависно од начина настанка има различиту структуру: 
- гранолепидобластичну, коју имају динамотермални гнајсеви
- окцасту, коју имају катакластични гнајсеви.

Гранолепидобластична структура се одликује обилнијим присуством листастих минерала у односу на гранобластичне, односно представља прелаз између гранобластичне и лепидобластичне структуре. Окцаста структура се карактерише присуством окаца-округластих или сочивасто издужених агрегата или минерала, распоређених у фолијацији или шкриљавости стене најчешће опкољени ситнозрним матриксом.

## Распрострањеност
У Србији, гнајс је заступљен на Јастрепцу, Јухору, претежно на планинама које припадају Српско-македонској маси. Пошто се под утицајем атмосферилија брзо распада, гнајс није погодан као грађевински материјал.
Гнајсови су карактеристични за подручја регионалног метаморфизма који сежу до средњег амфиболитног до гранулитног метаморфног фација. Другим речима, стена је метаморфизована на температури већој од 600°C при притисцима између око 2 до 24 kbar. Многе различите варијанте стена могу бити метаморфизоване у гнајс, тако да геолози пажљиво додају описе боје и минералног састава на назив било ког гнајса, као што су гранат-биотитни парагнајс или сивкасто-ружичасти ортогнајс.

### Гранитно-зеленокамени појасеви
Континентални штитови су региони откривених древних стена који чине стабилна језгра континената. Стене откривене у најстаријим пределима штитова, које су архејске старости (преко 2500 милиона година), углавном припадају гранитно-зеленокаменим појасевима. Зеленокамени појасеви садрже метавулканске и метаседиментне стене које су претрпеле релативно благи степен метаморфизма, на температурама од 350-500°C и притисцима од 200—500 MPa (2.000—5.000 bar). Зеленокамени појасеви су окружени теренима од гнајса високог квалитета који показују високо деформисани метаморфизам ниског притиска и високе температуре (преко 500°C) у амфиболитном или гранулитном фацију. Они чине већину откривених стена у архејским кратонима.

### Гнајсне куполе
Куполе гнајса су честе у орогеним појасевима (регионима формирања планина). Они се састоје од куполе од гнајса увучене млађим гранитом и мигматитом и покривене седиментним стенама. Они су протумачени као геолошки запис о два различита догађаја формирања планина, при чему је први произвео гранитну основу, а други деформисао и топио ову основу да би се произвеле куполе. Међутим, неке куполе од гнајса могу заправо бити језгра метаморфних комплекса језгра, региони дубоке коре изнети на површину и изложени током ширења Земљине коре.

### Примери
- Акаста гнајс се налази на Северозападним територијама у Канади, на острву око 300 km северно од Јелоунајфа. Ово је један од најстаријих нетакнутих фрагмената коре на Земљи, метаморфозиран пре 3,58 до 4,031 милијарди година.[20]
- Левисијски гнајс се налази широм спољних Хебрида Шкотске, на шкотском копну западно од Моан Траста, и на острвима Кол и Тири.[21] Ове стене су углавном магматског порекла, помешане са метаморфозираним мермером, кварцитом и лискунастим шкриљцем са каснијим продорима базалтних насипа и гранитне магме.[22]
- Мортонски гнајс је гнајс архејског доба изложен у долини реке Минесоте у југозападној Минесоти, Сједињене Државе. Сматра се да је то најстарији нетакнути блок континенталне коре у Сједињеним Државама.[23]
- Полуострвски гнајс је низ архејских гнајсова који се налазе широм Индијског штита и имају старост од 3400 до 2500 милиона година.[24][25]

## Етимологија
Реч гнајс (енгл. gneiss) се у енглеском користи од најмање 1757. Позајмљена је из немачке речи Gneis, која се раније такође писала Gneiss, која је вероватно изведена од средњевисоконемачке именице gneist „искра“ (тако се зове јер камен блиста).

## Употребе
Гнајс је коришћен као грађевински материјал, као што је факоидални гнајс, који се интензивно користи у Рио де Жанеиру. Гнајс се такође користио као грађевински агрегат за асфалтне коловозе.